# Ramus Pomifer

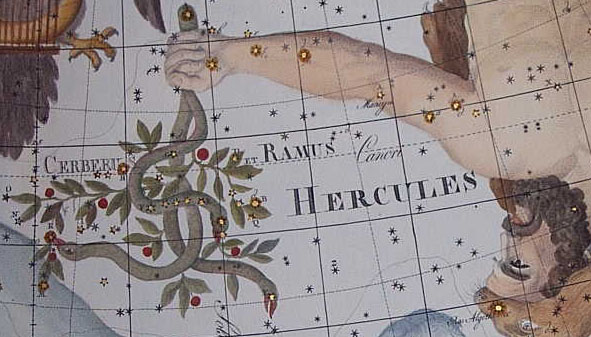
Representación de la constelación de Cerberus et Ramus.

Constelación del Ramo (Ramus Pomifer), en latín "Ramo del Manzano", fue una constelación localizada entre Hercules y Lyra, dedicada a las serpientes que atacaron a Hércules en su infancia, las cuales pasaron a ser el ramo de manzanas sostenidas por Hercules en su mano izquierda. Comparte las mismas estrellas que la ya también extinta constelación de Cerberus.
- Datos: Q2626689
- Multimedia: Ramus Pomifer / Q2626689